# Олимпија де Гуж
Олимп де Гуж (фр. Olympe de Gouges; Монтобан, 7. мај 1748 — Париз, 3. новембар 1793) је била француска списатељица и револуционарка и борац за права жена за време Француске револуције.
Написала је Повељу о правима жене и грађанке (1792) . Каријеру је започела као драматуршкиња раних 1780-их година. Како је расла политичка тензија у Француској, тако је и де Гуж постајала све више укључена у политику. Постала је заговорница побољшања услова за робове у колонијама од 1788. У исто време, почела је да пише политичке памфлете. Данас је најпознатија као једна од првих феминисткиња која је тражила да женама Француске буду дата иста права која су имали мушкарци. У својој Повељи о правима жене и грађанке, она је оспоравала праксу мушког ауторитета и појма мушко-женске неједнакости.
Била је гиљотинирана током трајања Јакобинске диктатуре због нападања режима Револуционарне владе, због своје повезаности са Жирондинцима, и тога што је "прешла границе свога пола".

## Младост
Олимп де Гуж је рођена 1748. у Монтобану у близини Тулуза у јужној Француској као Мари Гуж. Њено порекло било је малограђанско. Иако је била једнако паметна као и лепа, њену интелигенцију нису поштовали и унапређивали: готово да није знала читати и писати, а као неко пореклом из јужне Француске није знала говорити ни чисти француски језик. Своја дела касније је диктирала секретарици.
Упркос многобројним манама: „погрешан“ пол, „погрешно“ порекло, лош одгој, без иметка и још поред тога још удовица, Мари Гуж није желела да се препусти животу какав ју је очекивао. Она се преселила у револуционарни Париз, где је сама себи дала лепо 
име „Олимп де Гуж“, те ступила у контакт са образовним круговима и културним друштвима. Живела је од дарова које су јој давали њени љубавници, који су истовремено плаћали и њене трошкове, а клевету да је курва прихватила је како би остварила свој сан - желела је постати списатељица.

## Позориште
Олимп де Гуж покушала је зарадити за живот као ауторка позоришних комада. Годинама се борила за поставку својих представа у конзервативном и краљу подређеном театру Комеди Франце. Већ једна од њених првих представа у Паризу је постала политичко питање. У комаду "L´Esclavage des Nègres" (ропство црнаца) обрадила је ропство у колонијама Француске. Већ након три изведбе градоначелник Париза забранио је представу. У новинама је де Гуж била исмејана.
Огорчена написала је: Чему ова предрасуда усмерена према мом полу? Зашто се каже, што сам више пута чула, да Комеди Франце не би требало да поставља представе жена на сцену? Ја сам жена, не тако богата ... зар женама никада неће бити дозвољено да на страхоте сиромаштва одговоре неким другим средством?

## Политика
Подстакнута револуционарним догађањима 1789. све више се окретала према политици. Де Гуж је била редовна посетитељка седница Националне скупштине. Своје идеје преточила је у предлоге социјално-политичких мера, које је штампала о свом трошку и лепила као плакате по Паризу. На тај начин је о њој дискутовао цео Париз.

## Повеља о правима жене и грађанке
Својом Повељом о правима жене и грађанке Олимп де Гуж била је прва особа која је формулисала заиста опширна људска и грађанска права. Члан 1. гласи: Жена је рођена слободна и остаје једнака мушкарцу у свим правима. Социјалне разлике могу се оправдати само благостањем заједнице.
Ова декларација је постигла велики углед у целој Француској, али и у иностранству. Њен спис „Три урнека или добробит домовине“ довео је до њеног хапшења. Ово је дало повода да се у Олимп де Гуж препозна припадница партије жирондинаца, која је истовремено (мај/јуни 1793.) била избачена из Конвента. Де Гуж је у свом спису предложила референдум на којем би народ гласао о три предложена облика владавине: „Републиканска влада, једна једина и посредна, федеративна влада или монархија“. Поред тога у децембру 1792. године она је јавно, пре свега из хуманих разлога, стала у одбрану краља. Он је желела промену друштва, али не путем бесмисленог насиља, већ путем речи, објављивањем списа и апелима на здрав разум. Тиме је она - упркос разлици између ње и Русоа - остала права заступница просветитељства.

## Смрт
Де Гуж је дошла пред трибунал Револуције. Обе акције, њен спис, те њен иступ у одбрану краља протумачени су као залагање за монархију. 3. новембра 1793. године Олимп де Гуж је гиљотинирана.
Олимп није осуђена само као припадница партије жирондинаца, већ и као борац за права жена. Њене речи су наставиле да живе и после ње: „И поред свих интрига, и поред свих странака чије су страствене борбе поделиле Француску, одабрала сам за себе сасвим нови пут, ослањајући се само на моје сопствене очи, слушајући само мој унутрашњи глас, успротивила сам се тлачитељима и свој сам живот жртвовала Револуцији."

## Дела
- Повеља о правима жене и грађанке
- Друштвени уговор за супружнике